# Asterolecanium coffeae
Asterolecanium coffeae ist eine Schildlaus aus der Familie der Asterolecaniidae. Sie ist einer der bedeutendsten Schädlinge von Kaffeepflanzen und verursacht zum Teil erhebliche Ernteeinbußen.

## Merkmale
Im ersten Larvenstadium sind die Tiere ca. 0,3 bis 0,4 Millimeter lang, gelb gefärbt und haben einen tropfenförmigen und abgeflachten Körper. Der Kopf und der Thorax sind miteinander verwachsen. Man kann sieben Abdominalsegmente erkennen. Vorne befinden sich zwei unscheinbare, farblose Augenflecken. Ihre beiden Fühler sind gut erkennbar und bestehen wahrscheinlich aus acht Segmenten. Obwohl sie sechs voll entwickelte Beine haben, sind ihre Bewegungen sehr langsam. Im zweiten Larvenstadium wachsen die Tiere auf 0,5 bis 0,8 Millimeter heran. Man kann keine Segmentierung mehr erkennen, die Beine und Augen sind komplett reduziert, die Fühler sind nur mehr als kleine Stummel erkennbar. Nach der zweiten Häutung erreichen die ausgewachsenen Imagines ca. 1,5 Millimeter Länge.

## Vorkommen
Die Art kommt in Angola, der Demokratischen Republik Kongo, Kenia und Westafrika vor.

## Lebensweise
Die Tiere befallen neben Arabica-Kaffee (coffea arabica) auch Japanische Wollmispeln (Eriobotrya japonica) und Pflanzen der Gattung Jacaranda.
Sie halten sich bevorzugt am Ansatz der Blattstängel an jungen, ein und zweijährigen Trieben auf. Von dort aus können sie die Leitungsbahnen der Blätter anzapfen. Dies verursacht ein rasches Absterben und Schwarzverfärben dieser, die dann charakteristisch am Strauch verbleiben und nicht abfallen. An den Stellen, an denen die Läuse sitzen verformen sich die noch grünen Äste immer in Richtung Sitzposition der Läuse. Außerdem verursachen sie den Wuchs von langen, peitschenartigen Trieben. Gelegentlich findet man die Läuse auf den Früchten, nur selten auf den Blättern der Pflanzen. Besonders gravierend sind die Schädigungen gegen Ende der beiden Trockenperioden zwischen März und Oktober. Zwar erholen sich die Pflanzen in der nachfolgenden Regenzeit, da dadurch bedingt, die Zahl der Läuse sinkt, eine einmal stark befallene Pflanze wird aber in der nächsten Trockenperiode schwerer geschädigt werden, als sie sich in der Regenzeit erholen kann. Zumal den dann heranwachsenden Larven mehr Nahrung zur Verfügung steht, da die Pflanzen stärker im Saft stehen.

## Entwicklung
Die Weibchen brüten ihre gelben, ca. 0,3 Millimeter großen Eier in ihrem Körper aus und sterben nach einiger Zeit dadurch. Das Innere der Chitinhülle vertrocknet und bietet den Eiern genügend Platz und schützt sie bis zum Schlupf. Die Larven können sich durch eine Öffnung aus der Hülle nach dem Schlüpfen befreien. Danach suchen sie sich eine geeignete Position um Pflanzensaft zu saugen. Die Fruchtbarkeit von Asterolecanium coffeae ist verglichen mit anderen Vertretern der Schildläuse gering, ein Weibchen bringt im Durchschnitt 50 Nachkommen hervor. Die meisten davon sind Weibchen, weswegen eine Paarung mangels geeigneter Partner nur selten vorkommt.
Nach ca. 7 bis 12 Tagen häuten sich die Larven das erste Mal, das zweite und letzte Mal nach weiteren 18 bis 25 Tagen. Die Weibchen entwickeln ihre Eier ungefähr nach einem Monat. Ihre gesamte Lebensdauer beträgt somit ca. 60 bis 70 Tage.

## Natürliche Feinde
Der wichtigste Feind von Asterolecanium coffeae ist Metaphycus lounsburyi, eine parasitisch lebende Erzwespe aus der Familie der Encyrtidae. Ein wichtiger dokumentierter Fressfeind der Larven ist Chilocorus angolensis. Neben ihm werden weitere Marienkäfer wie der Schwarze Schildlaus-Marienkäfer und Chilocorus dicoideus als Fressfeinde vermutet, dies konnte aber noch nicht dokumentiert werden. Die Käfer sind aber im Gegensatz zu der Erzwespe an der Dezimierung der Läuse nur unmaßgeblich beteiligt.

## Bekämpfung
Die Bekämpfung eines starken Befalls ist sehr schwierig. Die effektivste Bekämpfungsmaßnahme gegen Asterolecanium coffeae ist das starke Zurückschneiden der Pflanzen. Dies ist vor dem bevorstehenden Austreiben der Pflanzen durchzuführen. Zusätzlich müssen die verbleibenden Stämme mit geeigneten Mitteln abgeschrubbt (nicht besprüht) werden, um die verbleibenden, durch ihre Körperform gegen Spritzmittel sehr resistenten Läuse, zu töten. Die abgeschnittenen Äste müssen verbrannt werden. Auch bei weniger starken Befällen ist ein mehr oder weniger radikaler Zurückschnitt und die Behandlung mit Spritzmitteln die einzig zielführende Methode zur Abwehr von großen Schäden an den Pflanzen.